# 银杏乡
银杏乡，是中华人民共和国四川省阿坝藏族羌族自治州汶川县曾经下辖的一个乡。2019年12月，撤销银杏乡，将其所属行政区域划归映秀镇管辖。

## 行政区划
银杏乡撤销前下辖以下地区：
兴文坪村、东界脑村、一碗水村、沙坪关村和桃关村。